# Wikipedia in telugu
La Wikipedia in telugu (తెలుగు వికీపీడియా), spesso abbreviata in te.wikipedia o te.wiki, è l'edizione in lingua telugu dell'enciclopedia online Wikipedia. Tale edizione ebbe inizio ufficialmente nell'agosto 2004.

## Statistiche
La Wikipedia in telugu ha 112 613 voci, 390 577 pagine, 136 553 utenti registrati di cui 172 attivi, 11 amministratori e una "profondità" (depth) di 70 (al 9 maggio 2025).
È la 71ª Wikipedia per numero di voci ma, come "profondità", è la 26ª fra quelle con più di 100.000 voci (al 25 marzo 2025).

## Cronologia
- 17 agosto 2005 — supera le 1 000 voci
- 23 dicembre 2005 — supera le 2 000 voci
- 7 novembre 2006 — raggiunge i 1 000 utenti registrati
- 12 dicembre 2006 — supera le 25 000 voci
- 5 febbraio 2014 - supera le 50 000 voci
- 26 settembre 2024 - supera le 100 000 voci